# Курячівка (Старобільська міська громада)
Ку́рячівка — село в Україні, у Старобільській міській громаді Старобільського району Луганської області. Населення становить 850 осіб. Колишній орган місцевого самоврядування — Курячівська сільська рада. Селом тече річка Біла, права притока Айдару (басейн Сіверського Дінця).
Село постраждало внаслідок геноциду українського народу, вчиненого урядом СРСР у 1932—1933 роках, кількість встановлених жертв — 48 людей.

## Постаті
- Вербецький Роман Васильович (1977—2015) — старший солдат Збройних сил України, учасник російсько-української війни 2014—2017.

## Також
- Перелік населених пунктів, що постраждали від Голодомору 1932-1933, Луганська область